# Ashley megye (Arkansas)
Ashley megye az Amerikai Egyesült Államokban, azon belül Arkansas államban található. Megyeszékhelye Hamburg, legnagyobb városa Crossett. Lakosainak száma 19 062 fő (2020. április 1.). Ashley megye Bradley, Drew, Chicot, Morehouse, Union és Union megyékkel határos.

## Népesség
A megye népességének változása:
| Lakosok száma | 21 835 | 21 663 | 21 526 | 21 283 | 20 838 | 19 062 |
|               | 2010   | 2011   | 2012   | 2013   | 2015   | 2020   |